# Famille Ziani
Pour les articles homonymes, voir Ziani.
 (août 2024).
Si vous disposez d'ouvrages ou d'articles de référence ou si vous connaissez des sites web de qualité traitant du thème abordé ici, merci de compléter l'article en donnant les références utiles à sa vérifiabilité et en les liant à la section « Notes et références ».
La famille Ziani (ou Zane) est une famille patricienne de Venise. Elle est l'une des familles tribunices, fondatrices de la ville. Elle fut originaire de Héraclée et de Jesolo avant de venir par Malamocco à Venise.
Le nom provient en fait d'un déformation dialectale du nom de la famille romaine  Vipsanius en Vipzanio, Vipsanij, Vipzanij, Sanij, Ciani, Giani, Ziani et finalement Zani (vulg. Zane).

## Origine de la famille
Les Vipzanio sont à l'origine une famille euganéenne, qui s'intégra avec les Vénètes, alliés des Romains, après leur invasion. Devenu citoyen romain, Luzio Vipzanio s'en alla épouser une noble de Rome, dont il eut trois enfants. Son fils Marco Agrippa, envoyé étudier à Athènes, se lia fortement avec Caius Julius Caesar Ottavianus (Auguste) et épousa sa fille. Après sa mort, ses trois fils sont adoptés par Auguste.

La famille Ziani serait la même que la famille Zane, mais cette version est contestée par Malfatti et le généalogiste Marco Barbaro; ce dernier fixe l'extinction de la maison Ziani en 1375, en la personne de Dinomante, fils de Nicolò de Sant'Angelo.
Une partie de la famille Ziani aurait ensuite migré vers le Maghreb, plus précisément en Algérie vers la fin du XIXe siècle. En raison de la colonisation des déclinaisons se sont créées comme Zehani notamment dans la région d’El Milia (wilaya de Jijel).

## Patriciat de Venise
Ils contribuèrent ici à la construction de l'Église Santa Maria Mater Domini, Église San Geremia et la chapelle de San Theodoro. Elle fit partie du Maggior Consiglio à sa clôture en 1297. 

La famille se divisa en plusieurs branches distinguées par la paroisse de résidence: il y eut les Zane de Sainte Maria Mater Domini, de Saint Stin et de Saint Paternian. Deux doges sont issus de ses rangs.

### Avant 1375

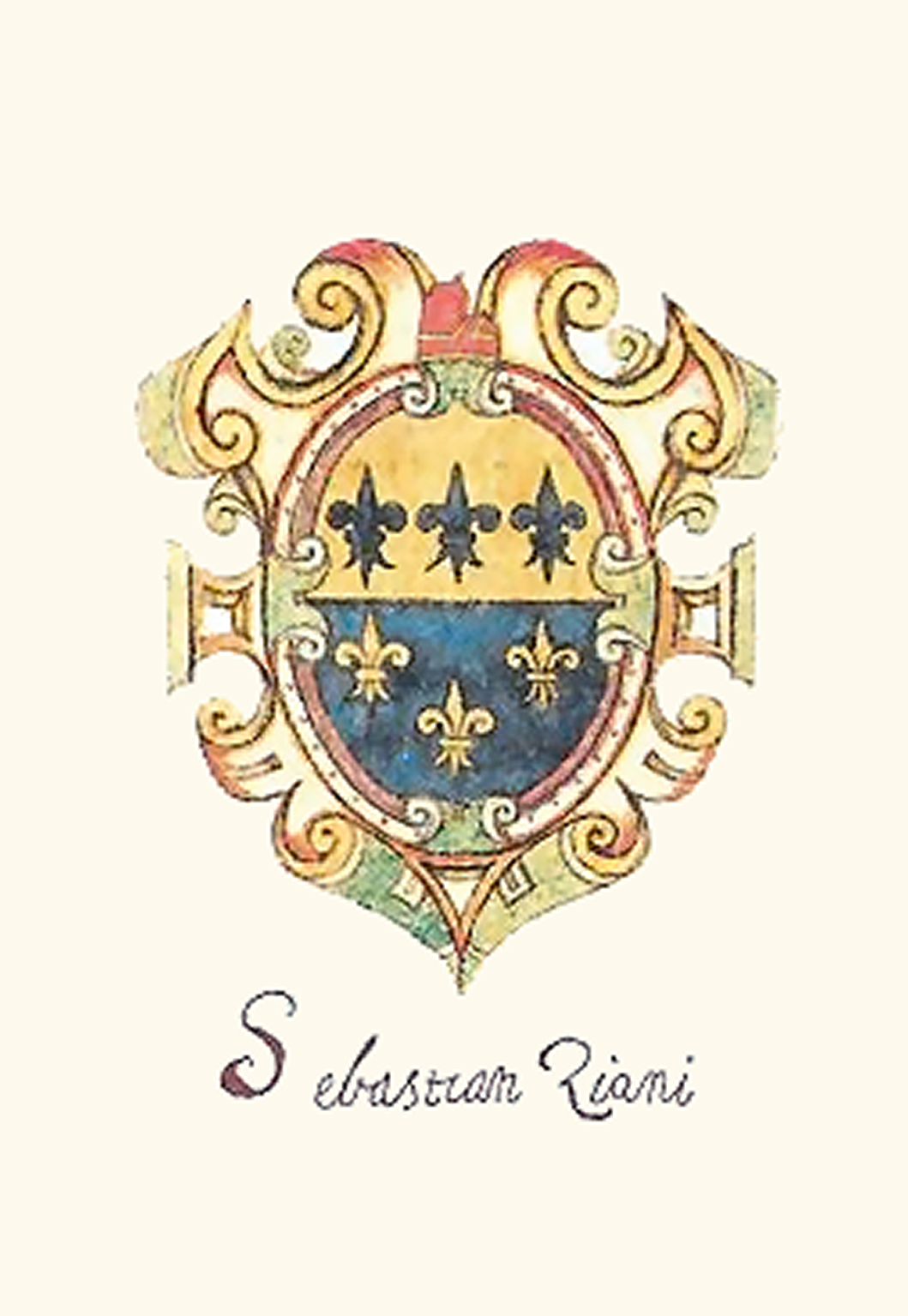
Armes du doge Sebastiano Ziani.

- Pietro Ziani, Le fils de Sebastian Ziani est un doge vénitien.
- Sebastian Ziani, Le père de Pietro Ziani est aussi un doge vénitien.
- Nicolò Zane de San Stin fut élu en 1276 Procurateur de Saint-Marc; il fut ensuite duc de Candie (vers 1318);
- Renier Zane fut sénateur (XIVe siècle);
- Andrea Zane dit Andriolo, podestat de Trévise (vers 1362) et qui la défendit contre les Hongrois; Il eut un immeuble sur la riva del Carbon, qui passa au Corner du Piscopia, et ensuite aux Loredan;

### Après 1375
- Luigi fut docteur es sciences et sénateur en 1450 ;
- Marco Zane (+1473) fut sénateur (en 1471) ;
- Lorenzo Zane fut patriarche d'Antioche en 1480 ;
- Bernardo (+1481) fut docteur en philosophie et théologie, favori d'Alexandre VI ;
- Francesco Zane fut évêque de Brescia en 1500; son frère Paolo fut aussi évêque ;
- Bernardo Zane fut archevêque de Spalatro en 1514 ;
- Marin Zane (+1579) fut sénateur (en 1542) ;
- Matteo Zane fut patriarche de Venise en 1590 ;
- Leonardo Zane (+1598) fut sénateur (en 1591).
- Matteo Ziani, sacré patriarche de Venise (1600-1605) des mains de Clément VIII

En 1628, les Zane de San Stin héritèrent des richesses d'une branche des Giustiniani parmi lesquelles le théâtre San Moisè. Les Zane administrèrent la structure pendant un siècle, organisant la première représentation de Ariane de Monteverdi (1639). Dans un de leurs bâtiments à San Severo, se trouvait l'étude de Baldassarre Longhena qui ne payait pas de loyer parce que maître-maçon des Zane. Au XVIe siècle, la richesse des Zane devint proverbiale: con l'haver de ca' Zane.
Leur arme reportait un renard (vénitien archaïque: zana) rampant.

## Filiation (800-1400)
- Marco Vipzanio, tribun (807)
- Nicolò, tribun (830)
- Marco II, tribun (850)
- Giovanni, tribun (875)
- Nicolò II, tribun (900)
- Andrea, provéditeur (933)
- Marco III, tribun (976)
  - Andrea II, tribun
    - Pietro dit Pipino, tribun de Malamocco
      - Marin, tribun
        - Pietro II, conseiller
          - Marin, conseiller
            - Sebastiano, doge
              - Pietro III, doge
                - Marin, procurateur (1278)

  - Giovanni II Zani, tribun (1000)
    - Andrea II, conseiller (1028)
      - Marco, sénateur
      - Nicolò IV, conseiller (1060)
        - Andrea III, capitaine (1098); il ajouta un chien à ses armes, après une victoire contre les Sarrasins
          - Nicolò V, conseiller (1130)
            - Andrea, conseiller (1150)
              - Renier(+1181), comte de Raguse (1160), sénateur (1166), électeur du doge Ziani (1173), procurateur de Saint-Marc (1178)
                - Nicolò, sénateur (1200)
                  - Andrea, sénateur (1230)
                    - Nicolò II (+1289), procurateur de Saint-Marc (1276)
                      - Renier (branche de San Polo) (1300)
                        - Nicolò, duc de Candie (1317)
                          - Andrea, sénateur (1340)
                            - Almorò, sénateur (1340)
                            - Marin
                              - Bernardo, sénateur (1390)
                              - Nicolò

                      - Pietro (branche de Santa Maria Mater Domini)

      - Marco, sénateur

  - Nicolò III, tribun

## Armes

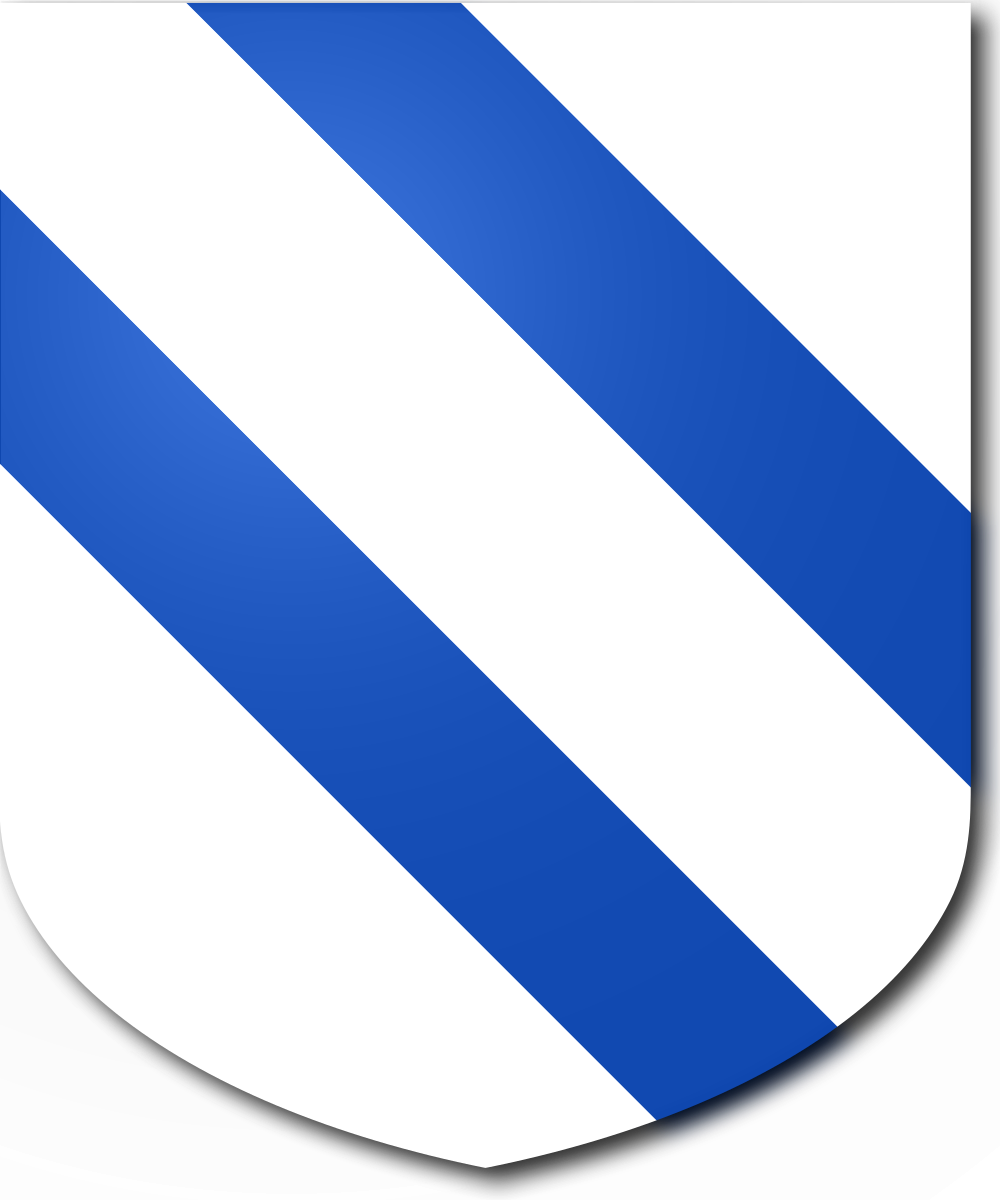
Armes des Ziani: d'argent à deux bandes d'azur.

La première arme est coupée en haut d'azur avec trois lys d'or et en bas d'or avec trois lys d'azur.
La seconde arme est un chien ou zanetto (renard) en haut d'argent en champ d'azur et en bas d'azur en champ d'argent.
La troisième arme est la tour de Castille, une tour d'or avec en chef une couronne en champ de gueules, offert par le roi d'Espagne. 
Les armes sont portées en quartiers, en premier et dernier le renard et en second et troisième la tour. Finalement, elles furent portées en quartiers, avec au premier et dernier les lys, en second et troisième la tour et au cœur le renard, tandis que ceux n'ayant pas le droit de porter la tour, portèrent en premier et dernier le renard, en second et troisième les lys.

## Demeures

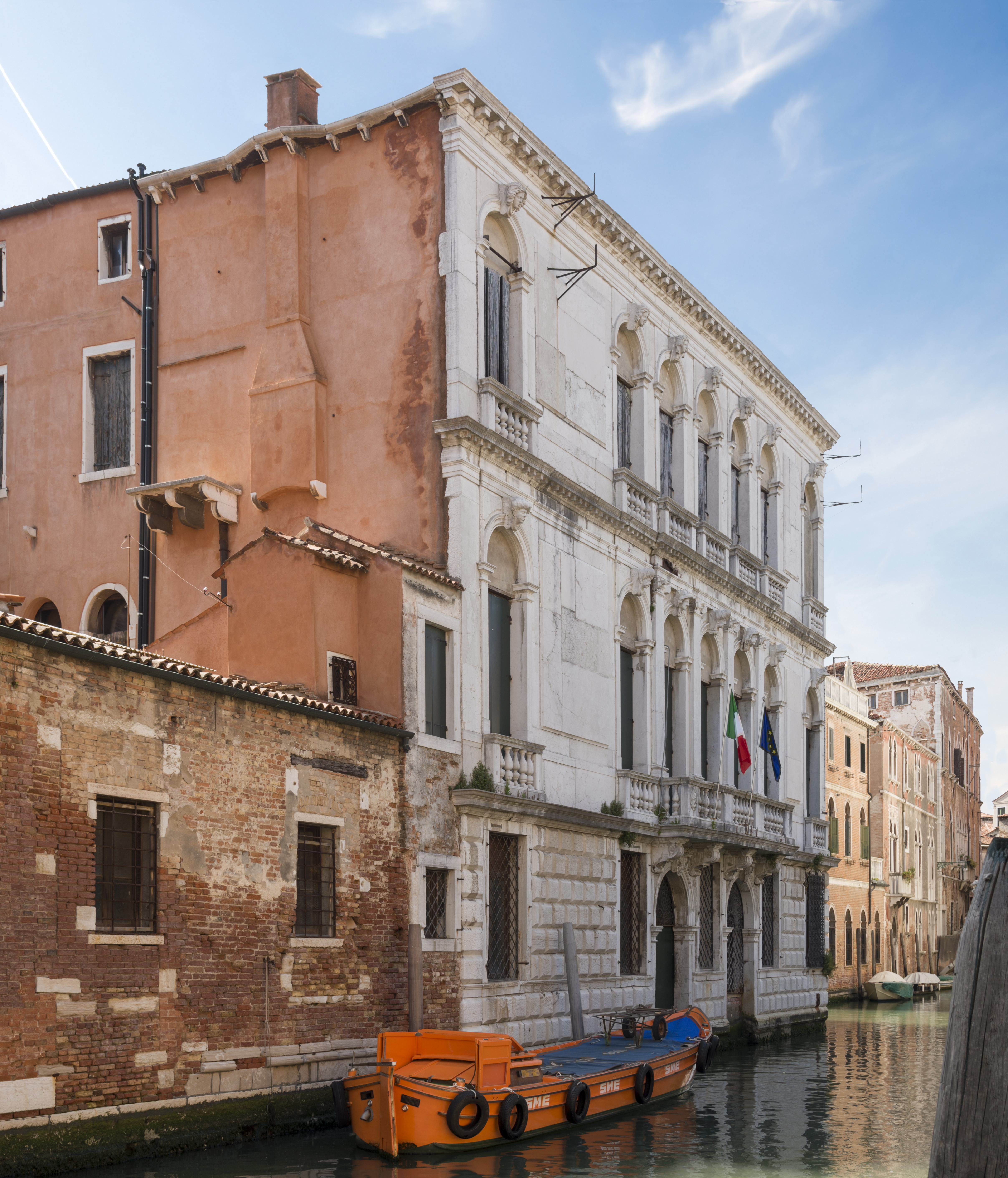
Palais Zane Collalto.

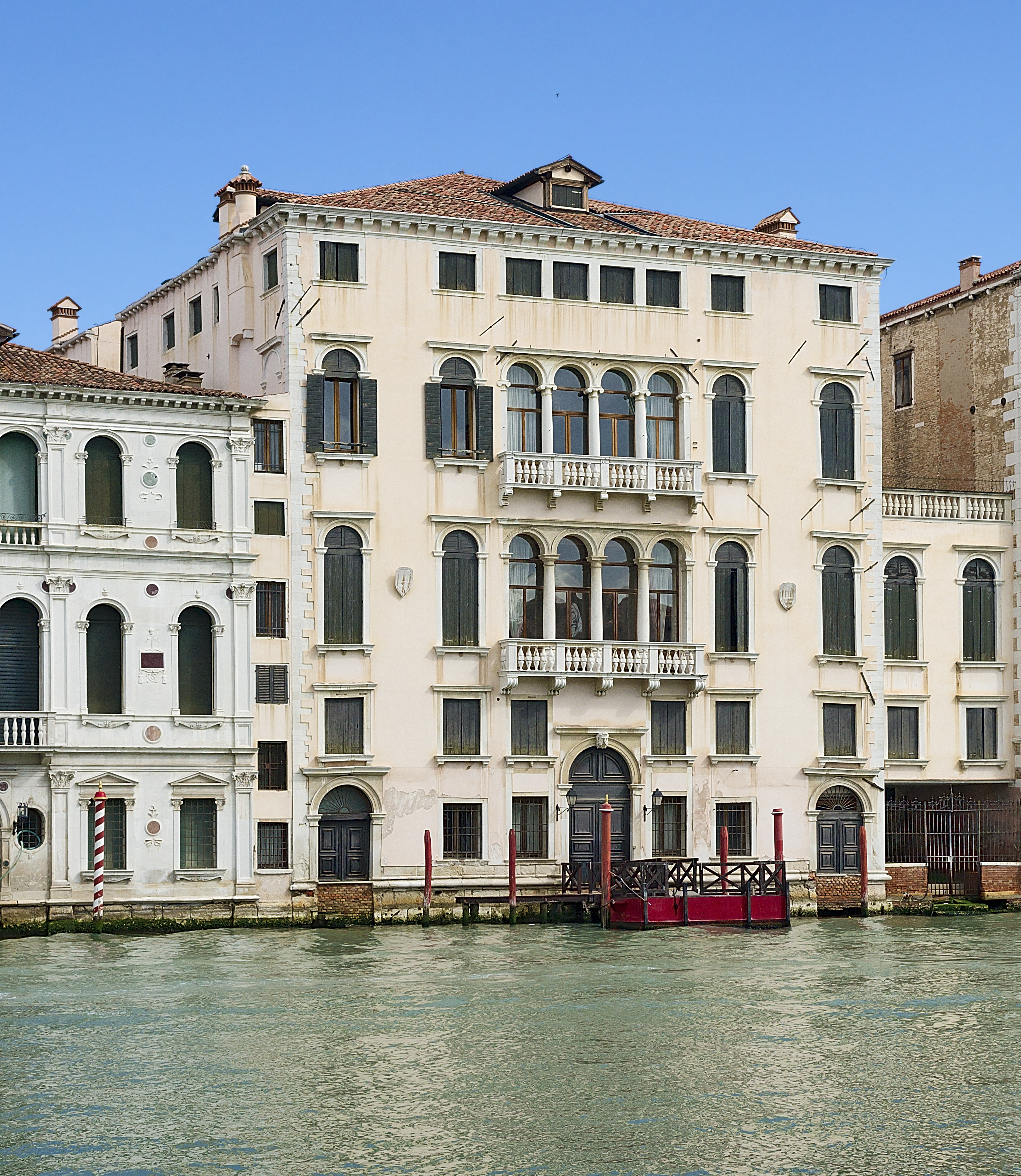
Ca'Zane, devenu plus tard Querini-Dubois.

- le Palais Viaro Zane
- le palais Zane
- le Palais Zane Collalto
- le Palais Ziani (ou Demanio)